# Реті-Сефід
Реті-Сефід (Rag-e-Sefid) — газонафтове родовище в Ірані, поблизу міста Абадан. Входить до нафтогазоносного басейну Перської затоки.
Запаси 550 млн т нафти і 170 млрд м3 газу.
Річний видобуток нафти 3…4 млн т.